# Janseana
Janseana är ett släkte av fjärilar. Janseana ingår i familjen äkta malar.
Kladogram enligt Catalogue of Life:
| Janseana | \| \| Janseana sceptica \| \| \| \| \| \| Janseana vibrata \| \| \| \| |
|          | \| \| Janseana sceptica \| \| \| \| \| \| Janseana vibrata \| \| \| \| |
|          | Janseana sceptica                                                      |
|          |                                                                        |
|          | Janseana vibrata                                                       |
|          |                                                                        |